# VTI1A
VTI1A‏ (Vesicle transport through interaction with t-SNAREs 1A) هوَ بروتين يُشَفر بواسطة جين VTI1A في الإنسان.